# 综合高等教育数据系统
高等教育机构综合数据系统（Integrated Postsecondary Education Data System, IPEDS）是由美国教育部教育科学研究所国家教育统计中心（NCES）于1992年推出的一個调查系统，并于1993年开始收集例如學校特征、學校的学费价格、招生、入学、学生的经济援助、學生毕业率、授予的学位和证书、學校的人力资源和财政资源、圖書館等與美国高等教育机构有关的数据。该数据系统由十二个相互关联的调查子系統组成，並於每年的秋季、冬季和春季收集數據。